# Altenberg bei Linz

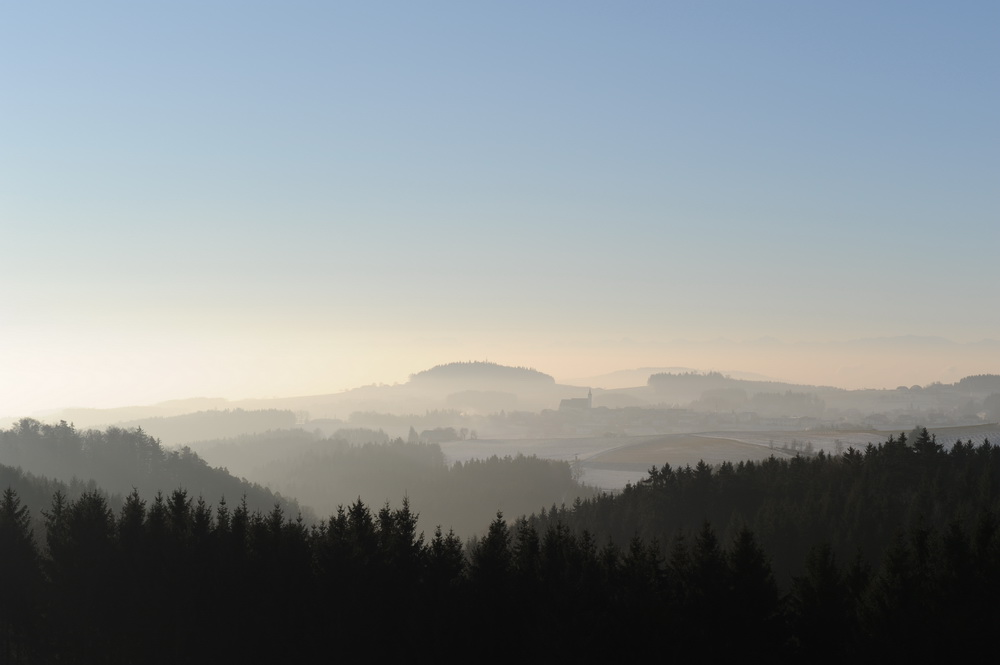
Winteransicht von Altenberg

Altenberg bei Linz (Ausspracheⓘ) ist eine Marktgemeinde in Oberösterreich im Bezirk Urfahr-Umgebung im oberen Mühlviertel mit 4835 Einwohnern (Stand 1. Jänner 2025). Die Gemeinde liegt im Gerichtsbezirk Urfahr.

## Geografie
Altenberg bei Linz liegt auf einer Höhe von 592 m ü. A. im oberen Mühlviertel. Die Ausdehnung beträgt von Nord nach Süd 7,8 und von West nach Ost 7,6 Kilometer. Die Gesamtfläche umfasst 36,21 Quadratkilometer.
Altenberg liegt auf einem südlichen Ausläufer des Mühlviertler Hochlandes und wird aufgrund seiner hohen balustradenartigen Lage und seiner weitreichenden Aussicht wegen als der „Balkon von Linz“ bezeichnet. Von Altenberg aus bietet sich ein Panoramablick, der sowohl ins Mühlviertel als auch über die Landeshauptstadt Linz hinweg ins Oberösterreichische Zentralland bis hin zu den Ausläufern der Nördlichen Kalkalpen reicht.
Flächenverteilung

### Gemeindegliederung
Das Gemeindegebiet umfasst folgende Ortschaften (in Klammern Einwohnerzahl Stand 1. Jänner 2025):
- Altenberg bei Linz (1094)
- Donach (234)
- Edt (170)
- Haslach (767) samt Alpenblicksiedlung, Oberklammersiedlung und Seitlingersiedlung
- Katzgraben (202) samt Wagenleitnersiedlung
- Kitzelsbach (171)
- Kulm (129)
- Niederbairing (257)
- Niederkulm (9)
- Niederwinkl (239) samt Eichenweg
- Oberbairing (506) samt Stadlersiedlung
- Oberkulm (29)
- Oberweitrag (117) samt Amtsling
- Oberwinkl (88)
- Pargfried (76)
- Preising (66)
- Ramersdorf (33)
- Schwarzendorf (44)
- Stratreith (209)
- Unterweitrag (121)
- Weignersedt (40)
- Wildberg (0)
- Willersdorf (105)
- Windpassing (86)
- Würschendorf (43)

### Nachbargemeinden
| Kirchschlag bei Linz | Hellmonsödt                                 |                            |
|                      | Kompassrose, die auf Nachbargemeinden zeigt | Alberndorf in der Riedmark |
| Linz                 |                                             | Engerwitzdorf              |

## Geschichte

### Ortsgeschichte
Jungsteinzeitliche Funde bezeugen, dass sich im Gebiet zumindest zeitweise jagende, sammelnde nomadische Urbevölkerung aufhielt. Noch in vorchristlicher Zeit siedelten dort die keltischen Stämme der Bojer und Narister. Nach den Wirren der Völkerwanderung und der Awareneinfälle dürften im 8. Jahrhundert vom Gallneukirchner Becken aus die Slawen sesshaft geworden sein. Die slawischen Wurzeln der Ortschaftsnamen Weitrag und Kulm („Hügel“) erinnern daran. Im 9. Jahrhundert kamen mit der ersten Besiedlungswelle die bayrischen Landnehmer. Aus dieser Zeit weist der Ortschaftsname Bayring auf die Volkszugehörigkeit der Dorfbewohner hin. Während dieser ersten, vom Hochstift Passau aus sehr intensiv betriebenen Besiedlungs- und Christianisierungsepoche wurde der größte Teil des Gemeindegebietes urbar gemacht.
Wenn man die Bindungen des Gebietes zu Passau bedenkt, ist es nicht wunderlich, dass der Gemeindeort erstmals in einer Passauer Urkunde aus vermutlich 1245 genannt wird. Ein Herr „Karolus de Maltenperg“ scheint als vorletzter Zeuge der Bestätigungsurkunde des Passauer Bischofs Rüdiger von Bergheim vom 31. Oktober 1245 über die Belehnung Gundackers III. von Steyr mit der Herrschaft Wildberg auf. Nur drei Jahre später findet man aber ebenfalls in einem Passauer Dokument schon die Ortsbezeichnung „Altenperge“, als ein gewisser „Perhtoldus de Altenperge“ erwähnt wird.
Ursprünglich im Ostteil des Herzogtums Bayern liegend, gehörte der Ort seit dem 12. Jahrhundert zum Herzogtum Österreich, seit 1490 zum Fürstentum Österreich ob der Enns. Während der Napoleonischen Kriege war der Ort mehrfach besetzt, ist seither wieder bei Oberösterreich.

## Kultur und Sehenswürdigkeiten
- Burgruine Zöch

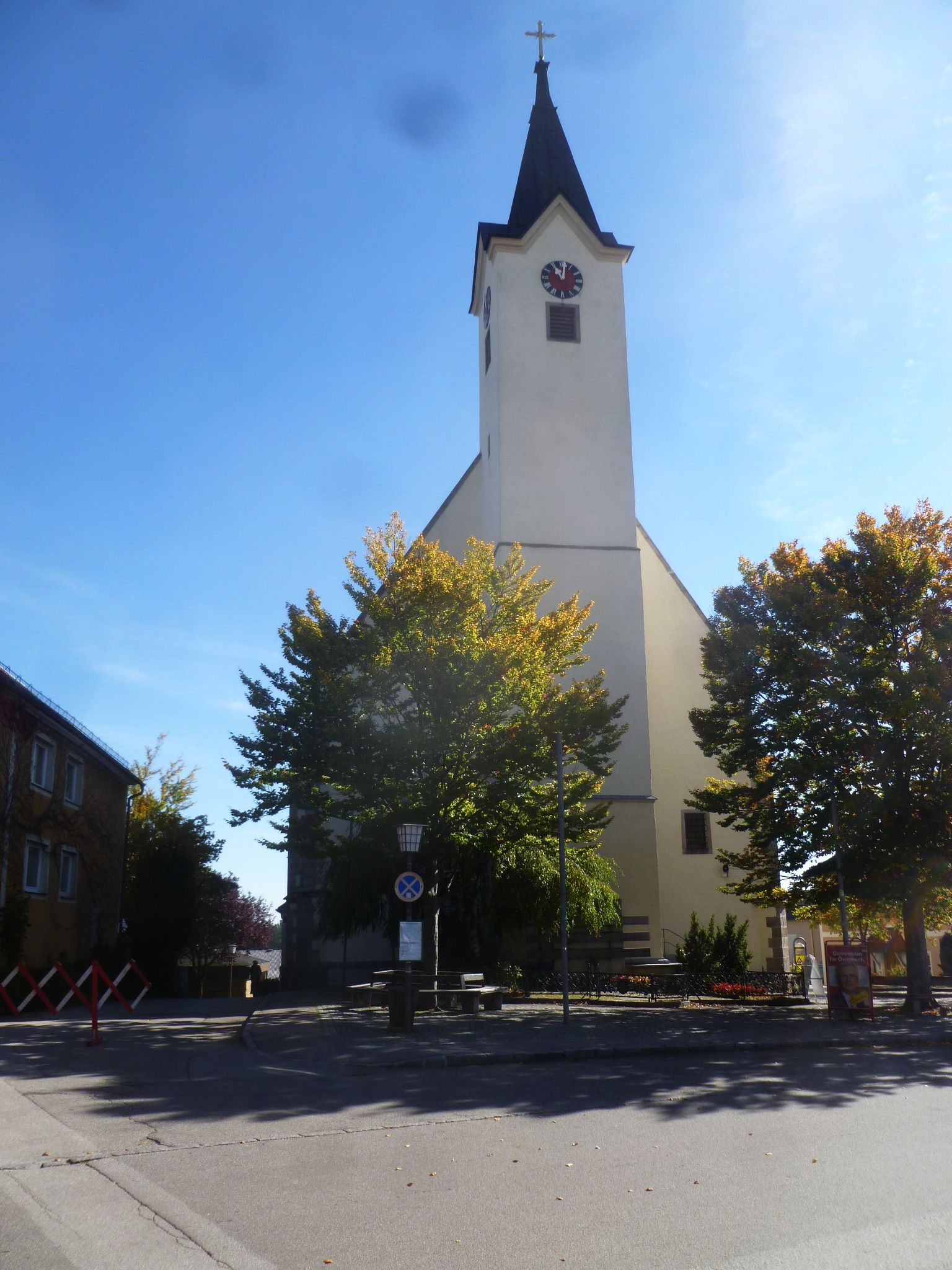
Pfarrkirche Altenberg bei Linz

- Pfarrkirche Altenberg bei Linz: Kreuzweg: Auf 15 Bildtafeln hat Herbert Friedl den Kreuzweg Jesu in einer Weise dargestellt, die offen ist, Leidensspuren aller Zeiten darin wieder zu finden. Als Prolog zum Kreuzweg liest sich die Texttafel „Vermächtnis“, die an das soziale Engagement der Heiligen Elisabeth erinnert. Als Epilog steht Mutter Teresa beispielgebend für viele, die dem Ruf in die „Nachfolge“ gefolgt sind. Als Bildträger wurde das zerbrechliche Material Glas verwendet, als Symbol für die Verletzlichkeit des Menschen. Die Rohlinge für den Holzschnitt stammen von den Baracken des KZ Mauthausen. Holzbalken sind auch das Grundmotiv auf den Tafelbildern, deren Zahl, Farbe und Form variieren. Fallweise wurden auch reale Materialien wie Tragegurt, Stoff und Nägel in die Gestaltung eingebunden. Jede Station weist mit der römischen Ziffer und einem Zeitwort auf die Passion Jesu hin.

## Wirtschaft und Infrastruktur

### Wirtschaftssektoren
Von den 140 landwirtschaftlichen Betrieben des Jahres 2010 waren 71 Haupterwerbsbauern. Diese bewirtschafteten 68 Prozent der Flächen. Im Produktionssektor arbeiteten 174 Erwerbstätige in der Bauwirtschaft, 55 im Bereich Herstellung von Waren und 4 in der Wasserver- und Abfallentsorgung. Die wichtigsten Arbeitgeber des Dienstleistungssektors waren die Bereiche soziale und öffentliche Dienste (148), Handel (123) und freiberufliche Dienstleistungen (83 Mitarbeiter).
| Wirtschaftssektor            | Anzahl Betriebe | Anzahl Betriebe | Erwerbstätige | Erwerbstätige |
| Wirtschaftssektor            | 2011            | 2001            | 2011          | 2001          |
| ---------------------------- | --------------- | --------------- | ------------- | ------------- |
| Land- und Forstwirtschaft 1) | 140             | 162             | 132           | 146           |
| Produktion                   | 34              | 19              | 233           | 177           |
| Dienstleistung               | 245             | 96              | 461           | 385           |

1) Betriebe mit Fläche in den Jahren 2010 und 1999

### Berufspendler
Von den 2316 Erwerbstätigen, die 2011 in Altenberg lebten, arbeiteten 524 in der Gemeinde und 77 Prozent pendelten aus.

### Bildungseinrichtungen
In Altenberg befinden sich folgende Bildungseinrichtungen:
- Krabbelstube
- Kindergarten
- Volksschule
- Hauptschule
- Musikschule

### Vereine
- Gründung FF Oberbairing: 27. Dezember 1898
- Die Freiwillige Feuerwehr Altenberg wurde am 20. November 1898 gegründet.
- Musikverein Altenberg bei Linz
- Theatergruppe Altenberg bei Linz
- Österreichischer Alpenverein, Sektion Altenberg
- DSG Sportunion Altenberg
- Naturfreunde, Ortsgruppe Altenberg
- Landjugend Altenberg bei Linz
- Original Altenberg Schuhplattler (www.originalplatter.at)

## Politik

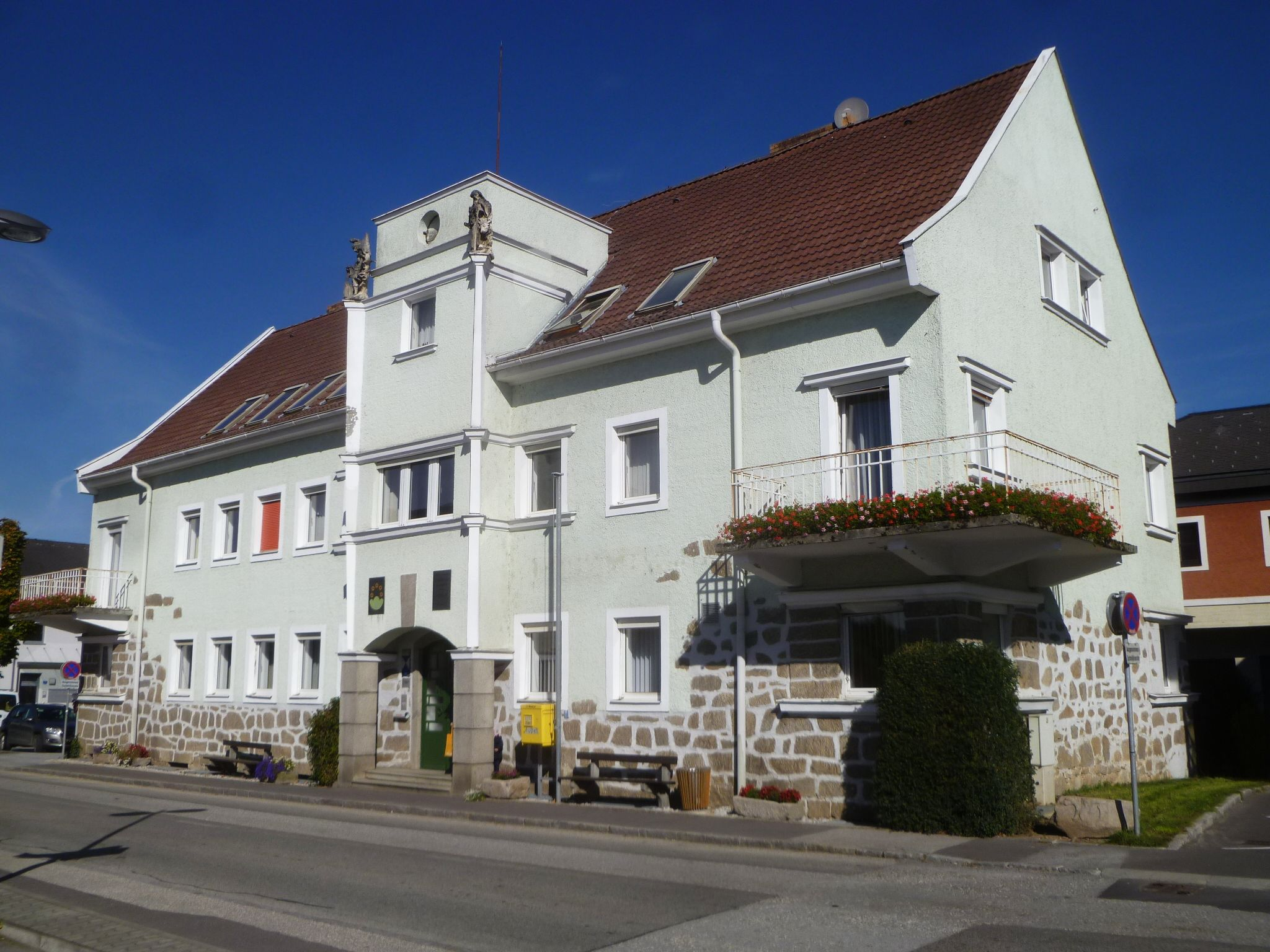
Gemeindeamt Altenberg bei Linz

### Gemeinderat
Der Gemeinderat hat 25 Mitglieder.
- Mit den Gemeinderats- und Bürgermeisterwahlen in Oberösterreich 1997 hatte der Gemeinderat folgende Verteilung: 17 ÖVP, 5 SPÖ und 3 FPÖ.[10]
- Mit den Gemeinderats- und Bürgermeisterwahlen in Oberösterreich 2003 hatte der Gemeinderat folgende Verteilung: 16 ÖVP, 8 SPÖ und 1 FPÖ.[11]
- Mit den Gemeinderats- und Bürgermeisterwahlen in Oberösterreich 2009 hatte der Gemeinderat folgende Verteilung: 14 ÖVP, 5 SPÖ, 4 GRÜNE und 2 FPÖ.[12]
- Mit den Gemeinderats- und Bürgermeisterwahlen in Oberösterreich 2015 hatte der Gemeinderat folgende Verteilung: 13 ÖVP, 5 GRÜNE, 4 FPÖ und 3 SPÖ.[13]
- Mit den Gemeinderats- und Bürgermeisterwahlen in Oberösterreich 2021 hat der Gemeinderat folgende Verteilung: 15 ÖVP, 4 GRÜNE, 3 FPÖ und 3 SPÖ.[14]

### Bürgermeister
- 1919–1938 Johann Hainzl
- 1938–1945 Franz Gillhofer
- 1945–1957 Johann Neubauer
- 1958–1961 Leopold Hauser
- 1961–1973 Josef Aichberger
- 1973–1994 Josef Schatz
- 1995–2020 Ferdinand Kaineder (ÖVP)
- seit 2020 Michael Hammer (ÖVP)

### Wappen
Blasonierung: In Gold über grünem Dreiberg fünf halbkreisförmig angeordnete, rote, fünfblättrige, heraldische Rosen mit goldenen Butzen und grünen Kelchblättern. Das Wappen stellt die 3 Berge Altenbergs und die 5 Rosen der hl. Elisabeth (Patronin Altenbergs) dar. Die Gemeindefarben sind Grün-Gelb.
Die drei Berge von Altenberg:
- Geiselsberg: 752 m ü. A.
- Wetterberg: 712 m ü. A.
- Kulmerberg (Hagerberg): 645 m ü. A.

## Persönlichkeiten

### Mit der Gemeinde verbundene Persönlichkeiten
- Helmut Köglberger (1946–2018), Fußballspieler und -trainer
- Ulrike Rabmer-Koller (* 1966), Unternehmerin, Politikerin
- Helmut Schuster (1939–2013), Ökonom und Universitätsprofessor
- Christina Stürmer (* 1982), Rock-Pop-Sängerin
- Sonja Horner, Miss Austria 1996